# John Bell Hatcher

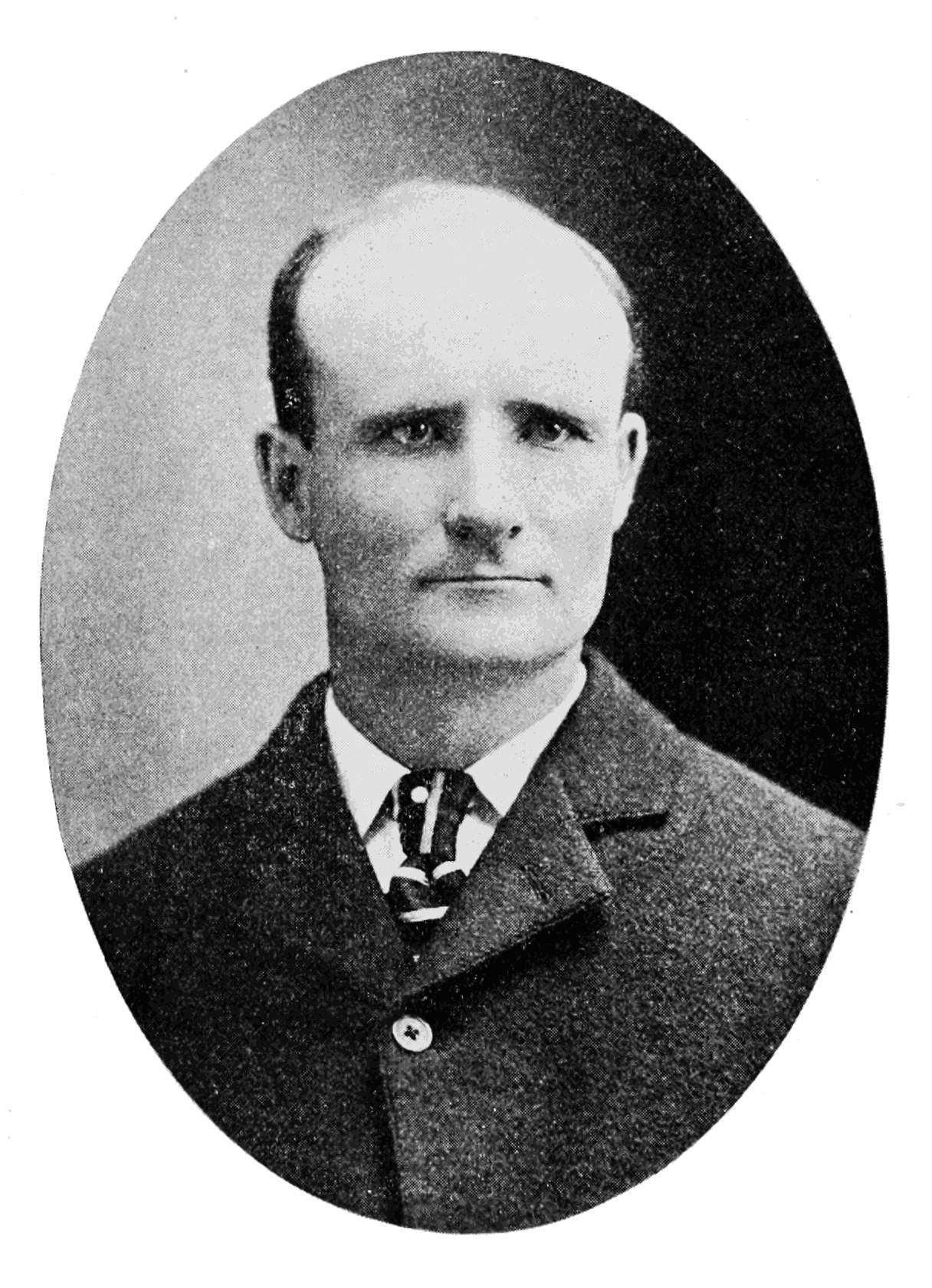
John Bell Hatcher

John Bell Hatcher (* 11. Oktober 1861 in Cooperstown (Illinois); † 3. Juli 1904 in Pittsburgh) war ein US-amerikanischer Paläontologe.
Er wuchs in Cooper in Iowa auf, verdiente sich das Geld fürs Studium als Bergarbeiter im Kohlebergbau und studierte ab 1880 am Grinnell College und ab 1881 an der Yale University (Sheffield Scientific School) mit dem Abschluss 1884. Danach war er Assistent bei dem Paläontologen Othniel Charles Marsh und sammelte für diesen Fossilien im Westen der USA. Zunächst war von Marsh als Assistent dem Paläontologen Charles H. Sternberg zugewiesen, arbeitete aber bald darauf selbständig in Kansas, im Perm von Texas und 1886 bis 1888 im Oligozän von Nebraska und South Dakota, von wo er über sieben Tonnen Fossilien von Titanotherium ans Peabody Museum schickte. 1889 fand er dabei bei Lusk (Wyoming) ein fossiles Skelett des Torosaurus, sowie die Schädel von 33 weiteren Ceratopsiern in den folgenden vier Jahren. Er war mit seiner Stelle bei Marsh unzufrieden (Assistenten durften dort nicht veröffentlichen, auch die Erstbeschreibung von Torosaurus übernahm Marsh).
Er verhandelte ab 1890 ergebnislos mit Henry Fairfield Osborn vom American Museum of Natural History und ging 1893 an die Princeton University als Kurator für Wirbeltier-Paläontologie und Assistent in Geologie. Er sammelte zunächst im Oligozän von South Dakota, Miozän und Pleistozän von Nebraska und in der Kreide von Wyoming. 1896 bis 1899 unternahm er Expeditionen zu Ausgrabungen nach Patagonien. Er organisierte die Finanzierung weitgehend selbst und kehrte mit zahlreichen Fossilien von Säugern aus dem Miozän zurück. Begleitet wurde er dabei vom Paläontologen Olaf Peterson, mit dem er verschwägert war. Mit finanzieller Hilfe von Andrew Carnegie veröffentlichte er mehrere Bände Monographien zur Expedition. Aus der Ähnlichkeit der fossilen Fauna entwickelte er die Hypothese, dass Südamerika, Australien und die Antarktis früher eine Landmasse bildeten und wollte dies in der Antarktis testen, wozu es aber nicht mehr kam.
1900 wurde er Kurator für Paläontologie und Osteologie am Carnegie Museum of Natural History. Er war dort für die Untersuchung und Aufstellung eines Diplodocus-Skeletts verantwortlich („Dippy“ genannt) und veröffentlichte über diesen 1901 eine Monographie (er benannte die Art Diplodocus carnegii nach dem Förderer des Museums Andrew Carnegie). Außerdem beaufsichtigte er die Rekonstruktion von Exemplaren, die nach London (1905) und Berlin gingen. Vor seinem Tod an Typhusfieber arbeitete er an der Vervollständigung einer Monographie über Ceratopsier, die Marsh begonnen hatte – sie wurde 1907 durch Richard Swann Lull vollendet.
Er ist der Erstbeschreiber von Teleoceras. Von ihm stammt auch eine Methode, die winzigen fossilen Überreste von Säugern aus dem Mesozoikum wie Zähne und Kiefer in Ameisenhügeln zu suchen, teilweise implantierte er dazu auch Ameisenkolonien in aussichtsreiche Suchgebiete. 1897 wurde er zum Mitglied der American Philosophical Society gewählt.
Er war seit 1887 verheiratet und hatte vier Kinder. Sein Grab in Pittsburgh war ursprünglich unbezeichnet, was aber 1995 behoben wurde (mit einem Torosaurus-Bild auf dem Grabstein).